# Błonie (powiat piaseczyński)
Błonie – wieś w Polsce położona w województwie mazowieckim, w powiecie piaseczyńskim, w gminie Prażmów.
W skład sołectwa Dobrzenica – Błonie wchodzi także wieś Dobrzenica.
W latach 1975–1998 miejscowość należała administracyjnie do województwa warszawskiego.